# Bâloise
Bâloise Holding AG (SIX: BALN
) er et schweizisk forsikringsselskab, der er baseret i Basel. De har ca. 9.000 ansatte.
Basler Versicherungen blev etableret i 1863 som Basler Versicherungsgesellschaft gegen Feuerschaden, et brandforsikringsselskab.